# Stazione di Villanovafranca
La stazione di Villanovafranca fu una fermata ferroviaria ubicata nel territorio comunale di Villanovafranca, lungo la ferrovia Isili-Villacidro.

## Storia
La fermata fu costruita nella prima metà degli anni dieci del Novecento per conto della Ferrovie Complementari della Sardegna, nell'ambito della fase di realizzazione della linea ferroviaria a scartamento ridotto tra Isili e Villacidro, il cui tracciato si sviluppò alcuni chilometri a ovest del paese di Villanovafranca. La ferrovia e la fermata, entrambe gestite in concessione dalle FCS, furono inaugurate il 21 giugno 1915.
L'attività ferroviaria proseguì nella struttura per poco più di quarant'anni: nel secondo dopoguerra infatti si concretizzarono le intenzioni di cessare il traffico sulla Isili-Villacidro e di convertirne le relazioni al trasporto su gomma: il 5 settembre 1956 la linea fu definitivamente chiusa e con essa cessò l'attività nella fermata, in seguito disarmata ed abbandonata.

## Strutture e impianti
Posta a nord-ovest del nucleo urbano di Villanovafranca lungo la SS 197, la struttura, configurata come fermata passante, presentava due binari a scartamento da 950 mm: oltre al binario di corsa era presente un tronchino impiegato per il servizio merci, il cui scalo comprendeva anche un piano caricatore e un magazzino merci.
La fermata era dotata di un fabbricato viaggiatori: classificato come assuntoria, era una costruzione su due piani più tetto a falde, avente due accessi sul lato binari. Presente inoltre un locale per le ritirate.
Delle infrastrutture dell'impianto rimangono in loco esclusivamente i resti di alcuni muri perimetrali degli edifici, crollati col trascorrere del tempo.

## Movimento
Negli anni di attività ferroviaria lo scalo fu servito dalle relazioni passeggeri e merci delle Ferrovie Complementari della Sardegna.

## Servizi
La fermata durante l'esercizio ferroviario era dotata di una sala d'attesa (ospitata nel fabbricato viaggiatori) e di servizi igienici, questi ultimi ubicati in una costruzione apposita.
- Sala d'attesa
- Servizi igienici